# Conflictos socioambientales relacionados con la construcción o ampliación de aeropuertos

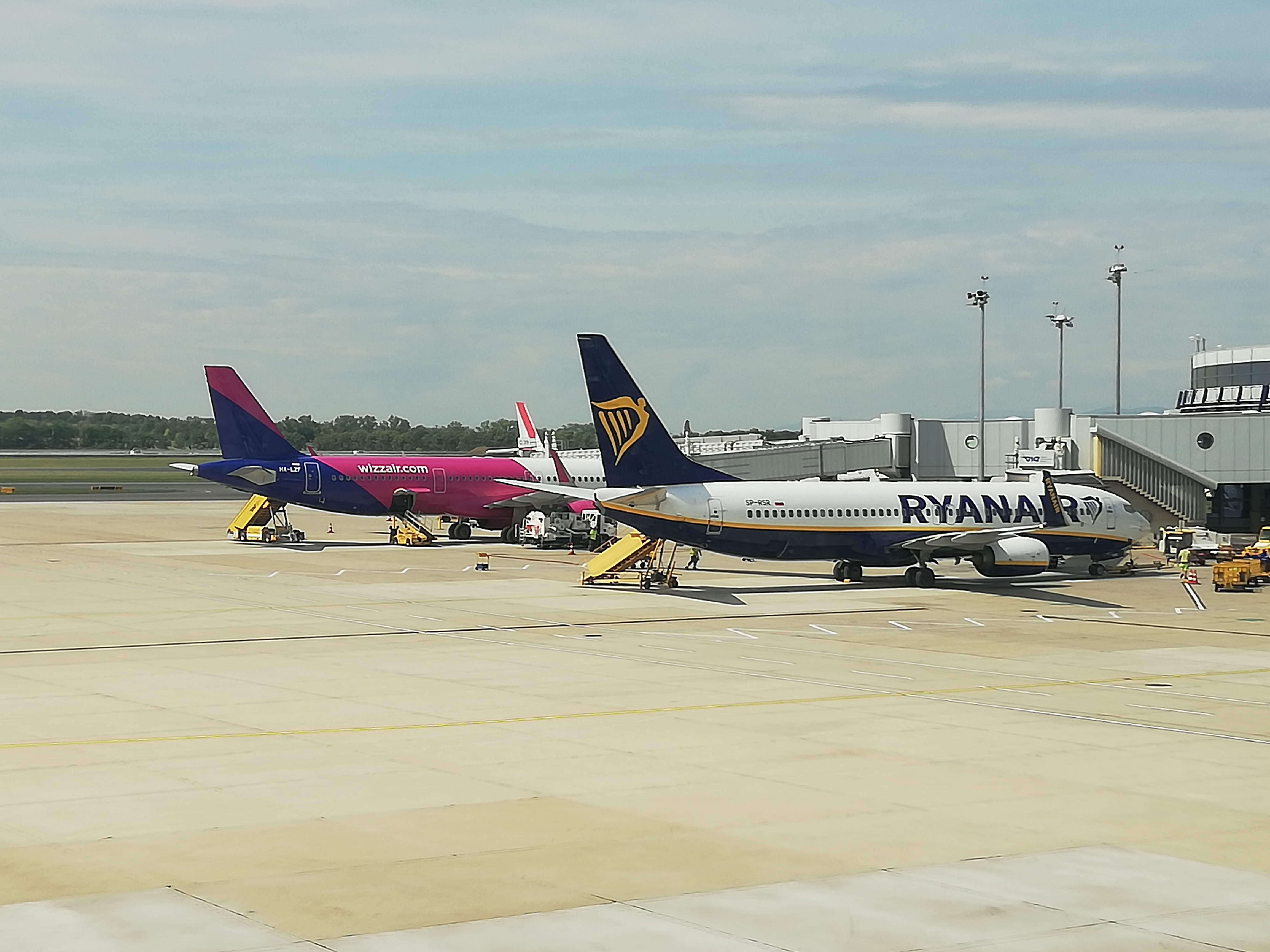
Aeropuerto de Viena, uno de los aeropuertos con conflictos socioambientales debido a su ampliación.

Un estudio de la organización “Stay Grounded”, en conjunto con el “Environmental Justice Atlas”, utilizando la información del Centro de Aviación (CAPA),  identificó más de 350 proyectos de expansión de aeropuertos, más de la mitad de ellos localizados en Asia. Alrededor de todo el mundo estos proyectos han generado importantes conflictos e impactos, principalmente relacionados con la adquisición de tierras, el desplazamiento de grupos humanos, la destrucción de ecosistemas, la contaminación y algunos problemas relacionados con la salud de las personas.

## Mayores impactos medioambientales de la construcción o ampliación de aeropuertos
Dentro de estos se pueden describir los siguientes:
a)    Adquisición de tierras, expulsión y represión: El punto que genera la resistencia en muchos de los casos es la adquisición de tierras. La adjudicación de terrenos enormes, a menudo tierras de cultivo y zonas de pesca, para proyectos aeroportuarios, significa que comunidades enteras, en algunos casos m  iles de personas se enfrentan a la pérdida de sus hogares y de sus medios de vida. En aproximadamente la mitad de los casos estudiados hubo problemas de expropiación de tierras (47 % de todos los casos).
Muchas comunidades que se resisten a su expulsión han sufrido la represión del estado: desalojos forzados, acosos, intimidaciones, detenciones, encarcelamientos y violencia. En alrededor de un tercio de los casos estudiados hubo problemas de represión (35 %), militarización (30 %) y un nivel alto de violencia (36 %).
b)    Destrucción de bosques, manglares y otros ecosistemas: El despeje del terreno para muchos proyectos aeroportuarios destruye los hábitats de la vida silvestre y la biodiversidad. En el 48 % de los casos analizados se registraron problemas de pérdida de paisaje, en el 41 % hubo deforestación y en el 33 % pérdida de biodiversidad. 
c)    Problemas medioambientales y de salud derivados de la construcción y del funcionamiento de los aeropuertos: La construcción de un aeropuerto puede tener graves repercusiones socioambientales y sanitarias en las comunidades cercanas, debido a los movimientos de tierras, el uso de áridos, la emisión de material particulado, entre otros. Además, una vez que los aeropuertos entran en funcionamiento, las comunidades vecinas están expuestas a los contaminantes emitidos por los aviones y a los altos niveles de ruido. 
d)    Aviación y crisis climática: Más allá de los impactos negativos específicos asociados a cada territorio, cualquier expansión de la aviación está asociada al problema del calentamiento global y la crisis climática. La aviación consume intensivamente combustibles fósiles y es una fuente importante de emisiones de gases de efecto invernadero que, al expulsarse en las capas altas de la troposfera, multiplican su impacto negativo. Además, la aviación genera un efecto multiplicador al estar asociado a la industria turística, los viajes de lujo o determinados negocios ecológicamente perniciosos
e)    Problemas asociados a ciudades aeroportuarias “aerotropolis”: Al ser megaproyectos de infraestructura, los aeropuertos requieren redes de transporte terrestre; por lo que en muchos casos, los proyectos de aeropuerto sirven para impulsar otros procesos de expansión de infraestructuras como autopistas, trenes, complejos turísticos y/o proyectos inmobiliarios. Asimismo promueven la especulación del suelo de manera más amplia, que terminan generando otro tipo de impactos y conflictos socio-ambientales.
Cada vez más aeropuertos, especialmente en el Sur Global, forman parte de una "aerotrópolis" (o ciudad aeroportuaria) rodeada de áreas comerciales e industriales, hoteles, centros comerciales, complejos logísticos o conexiones a zonas económicas especiales.  La asignación de grandes terrenos para estos desarrollos centrados en los aeropuertos puede dar lugar a disputas sobre la adquisición de terrenos. 
f)     Injusticias relacionadas con la movilidad desigual y las emisiones de C02 de la aviación: Otra injusticia es que no todo el mundo puede volar por el mundo en igualdad de condiciones. Las personas con pasaporte de la Unión Europea pueden viajar a más de 180 países sin visado, mientras que los ciudadanos afganos solo pueden viajar a 26. En los países con mayores restricciones de viaje para los residentes (los ciudadanos pueden visitar menos de 50 países sin visado) están previstos 41 aeropuertos y existen 37 conflictos aeroportuarios. La población local que sufre el impacto social y medioambiental de estos proyectos aeroportuarios ve limitada su libertad de movimiento, mientras que las personas que tienen otro pasaporte pueden acceder libremente a ellos pudiendo viajar a más destinos. 
También hay grandes desigualdades en las emisiones de la aviación en todo el mundo. Las emisiones de CO2 per cápita asociadas al turismo del país más contaminante (Emiratos Árabes Unidos) es 2908 veces superior al país con menos emisiones (Tayikistán). Se trata de las emisiones per cápita de los vuelos nacionales e internacionales, ajustadas por el turismo, ya que la mayoría de los vuelos de salida de algunos países transportan turistas visitantes y no locales.

## Movilizaciones exitosas contra los aeropuertos
El mapa muestra una serie de victorias inspiradoras contra los proyectos aeroportuarios. En el 52 % de los casos analizados, la resistencia fue considerada (parcialmente) exitosa por los opositores al proyecto debido a la creciente resistencia, las compensaciones logradas, las moratorias o las cancelaciones. En la gran mayoría de los casos de éxito (80 %) la resistencia había comenzado antes de la construcción del aeropuerto. Esto supone un argumento de peso para la organización preventiva.
Tres ejemplos de movilizaciones exitosas son la del Aeropuerto de Josep Tarradellas Barcelona-El Prat, la del Aeropuerto Internacional de Lombok (Indonesia), y la del Aeropuerto de Fainu (Islas Maldivas).

## Listado de conflictos por expansión de aeropuertos
Mientras en la investigación del  “Environmental Justice Atlas” y “Stay Grounded” sólo explora a fondo 100 conflictos, en este estudio se pudieron identificar más de 324 casos de conflictos en que existe evidencia de conflicto que amerita mayor investigación, pero que no se encuentran documentados en el mapa.
Dentro de los casos documentados, se pueden observar los siguientes ejemplos: 
1. Segundo aeropuerto de Chennai en Sriperumbudur, Tamil Nadu, India.[6]
2. Tercer aeropuerto de Estambul, Turquía.[7]
3. Nuevo aeropuerto Internacional (NAIM) en Atenco, México.[8]
4. Aeropuerto Internacional de la Zona Sur (AIZS), Costa Rica.[9]
5. Aeropuerto de Afungi LNG y construcción de campamentos, Mozambique.[10]
6. Aeropuerto de Bangabandhu, Humedales Arial Beel, Bangladés.[11]
7. Aeropuerto en Ebonyi State, Nigeria.[12]
8. Amazon Prime cargo hub en el Aeropuerto CVG, Kentucky, EEUU.[13]
9. Ciudad aeropuerto de Anambra/ Aeropuerto de Carga, Anambra, Nigeria.[14]
10. Aeropuerto Aranmula greenfield (AGA), Kerala, India,[15] en inglés.
11. Aeropuerto de Ärna, Uppsala, Sweden,[16] en inglés.
12. Nuevo aeropuerto en la isla de Barbuda, Antigua y Barbuda.[17]
13. Aeropuerto y Aerotropolis de Bhogapuram, India.[18]
14. Aerotropolis de Bulacan, Philippines,[19] en inglés.
15. Tierras de pista de aterrizaje de Bulakati (aeródromo de Lukaya), Uganda.[20]
16. Parque empresarial en tierras de cultivo al lado del aeropuerto de Cardiff, Reino Unido.[21]
17. Aeropuerto Internacional Cheddi Jagan, Guayana.[22]
18. Aeropuerto de Chinchero, Perú.[23]
19. Aeropuerto de Ciudad Real, España.[24]
20. Puerto de aguas profundas y aeropuerto en la isla Kalagote, Myanmar.[25]
21. Aeropuerto Internacional Dr. Babasaheb Ambedkar, India.[26]
22. Expansión aeropuerto de Dublín, Irlanda.[27]
23. Instalación de carga aérea de Eastgate, EE. UU.[28]
24. Aeropuerto de carga de Ekiti, Nigeria.[29]
25. Expansión del aeropuerto de Salem, Tamil Nadu, India,[30] en inglés.
26. Expansión del aeropuerto de Niza, Francia.[31]
27. Aeropuerto y proyecto de hotel en la isla Fainu, Maldivas,[32] en inglés.
28. Evicción forzada por la expansión del Aeropuerto de Douala, Camerún.[33]
29. Aeropuerto de Gautam Buddha, Nepal.[34]
30. Plan de Desarrollo de las Islas Nicobar, India,[35] en inglés.
31. Aeropuerto de Guadalajara, Jalisco, México.[36]
32. Aerotropolis  de Hamilton, Ontario, Canadá.[37]
33. Salates de Hanapepe amanazados por la operación de helicópteros en EE. UU.[38]
34. Heathrow Third Runway Airport Expansion, UK,[39][40] en inglés.
35. Aeropuerto de Hollongi Greenfield, India.[41]
36. Impactos de las obras asociadas del proyecto de Nuevo Aeropuerto de la Ciudad de México (NAICM), México.[42]
37. Expansión del aeropuerto de Imphal, Manipur, India.[43]
38. Aeropuerto internacional de Kertajati, Java, Indonesia.[44]
39. Nuevo aeropuerto internacional de Yogyakarta (NYIA), Java, Indonesia,[45] en inglés.
40. Aeropueto de Isiolo, Kenia.[46]
41. Aeropuerto de Jacksons.[47]
42. Aeropuerto internacional de Julius Nyerere, Tanzania.[48]
43. Expansión aeropuerto de Karad, Maharashtra, India.[49]
44. Aeropuerto de Karawang, Java, Indonesia.[50]
45. Pista aérea de Kasompe, Zambia.
46. Aeropuerto de Kediri, Indonesia.[51]
47. Aeropuerto internacional del Rey Mswati III, Swaziland.[52]
48. Base aérea de Kirtland, USA,[53] en inglés.
49. Aeropuerto de Koh Phangan, Tailandia,[54] en inglés.
50. Pista aérea de Komo, Papúa New Guinea.[55]
51. Aeropuerto internacional de Kushinagar, UP, India.[56]
52. Ciudad de aeropuerto KXP/ Aeropuerto de Kulim, Malasia.[57]
53. Doan Van Vuon, Hai Phong, Vietnam.[58]
54. Expansión del Aeropuerto de Leeds Bradford, Reino Unido.[59]
55. Aeropuerto de Lio, Filipinas.
56. Plan de Desarrollo Pequeño Andaman, India.[60]
57. Aeropuerto Internacional de Lombok, Indonesia.[61]
58. Pista aérea de Karo, Kenia.[62]
59. Aeropuerto de Mattala, Sri Lanka,[63] en inglés.
60. Proyecto de Vostok, Taymyr, Rusia.[64]
61. El antiguo aeropuerto de Hellinikon Grecia.[65]
62. Aeropuerto militar de Mieu Mon, Vietnam.[66]
63. Aeropuerto internacional Mopa, Goa, India.[67]
64. Aeropuerto de Moshoeshoe, Lesoto.[68]
65. Aeropuerto de Nadzab (NARP).[69]
66. Aeropuerto de Navi Mumbai, Panvel, India.[70]
67. Nuevo aeropuerto y tala ilegal en Creel, Chihuahua, México.[71]
68. Nuevo aeropuerto en la provincial de Mondulkiri, Camboya.[72]
69. Nuevo aeropuerto en las Islas de Tioman, Malasia.[73]
70. Aeropuerto de Vancouver, Canadá.[74]
71. Solidarność Transport Hub (CPK), Polonia.[75]
72. Nuevo aeropuerto de Phnom Penh, Camboya.[76]
73. Nuevo aeropuerto internacional de Pokhara, Nepal.[77]
74. Nuevo Terminal del aeropuerto París Roissy, Francia.[78]
75. Aeropuerto de Nijgadh, Nepal,[79] en inglés.
76. Base aérea de Hmeimim en Latakia, Siria.[80]
77. Aeropuerto de Noonu Maafaru, Maldivas,[81] en inglés.
78. Aeropuerto de Northwest Florida Beaches, EE. UU.[82]
79. Aeropuerto de Oba, Nigeria.[83]
80. Aeropuerto de Obudu, Nigeria.[84]
81. Construcción de aeropuerto en Igbin Ojo, Nigeria.[85]
82. Aeropuerto de Pakyong, India.[86]
83. Parque industrial en Hoima, Uganda.[87]
84. Expansión aeropuerto El Prat, Cataluña.[88]
85. Aeropuerto internacional de Santa Lucía, México.[89]
86. Instalación de almacenamiento de combustible subterráneo de Red Hill: fuga de combustible para aviones, EE. UU,[90] en inglés.
87. Aeropuerto internacional de Sanya Hongtangwan, Hainan, China.[91]
88. Segundo aeropuerto en Jeju, Corea del Sur.[92]
89. Aeropuerto de Sentani, Papúa, Indonesia.[93]
90. Aerotropolis de Shivdaspura, India.[94]
91. Isla de Sicogon, Filipinas.[95]
92. Expansión del Aeropuerto de Liège, Bélgica.[96]
93. Aeropuerto y bas de abastecimiento de Suai (TMP), Timor-Leste.[97]
94. Svydovets ski resort, Ucrania.[98]
95. Puerto en Durban, Sudáfrica.[99]
96. Aerotropolis de Vernamfield, Jamaica.[100]
97. Expansión del aeropuerto de Viena, Austria,[101] en inglés.
98. Aeropuerto de Vijayawada (VGA), India.[102]
99. Expansión aeropuerto de Porto Alegre, Brasil.[103]
100. Aeropuerto de Purandar, Pune, India.[104]
101. Nuevo aeropuerto en medio de reserva natural, Portugal.[105]
102. Aeropuerto de Vora, Albania.[106]
103. Aeropuerto du Grand Ouest, Nantes, Francia.[107]
104. Aeropuerto internacional de Narita, lucha de Sanrizuka (no documentado en EJ pero sí en Wikipedia).